# Константин Настев
Константин (Костадин, Кочо) Настев Стоянов е български военен, капитан, и революционер, малешевски войвода на Върховния македоно-одрински комитет.

## Биография
Роден е на 17 април 1880 година в Солун, Османската империя, днес в Гърция. Син е на възрожденския деец Насте Стоянов. Завършва V клас в българската гимназия в Солун в 1897 година. В 1898 година започва да учи във Военното училище в София, което завършва с чин подпоручик в 1902 година. Присъединява се към ВМОК. В 1902 година, в навечерието на Горноджумайското въстание излиза в редовен полагаем отпуск, а след изтичането му подава заявление за излизане в запаса и участва във въстанието. От 27 януари 1903 до 27 юни 1904 е в запас. По време на Илинденско-Преображенското въстание през лятото на 1903 година е определен за мелнишки войвода на ВМОК. В края на август 1903 година заедно с четата на мелнишкия войвода на ВМОРО Спиро Петров пренасят оръжие от Банско за въстаниците в Мелнишко. На 4 септември двете чети са открити в землището на село Пирин, под връх Кукла в Пирин, където водят драматично сражение с турски аскер, в което загива войводата Петров, заедно с шестима свои четници. Настев успява да се изтегли и продължава участието си в бойните действия.
След разгрома на въстанието Настев се връща на военна служба. 
Навлиза в Македония с върховистка чета през пролетта на 1905 година. На 23 май 1905 година Чернопеев напада четата на поручик Настев, но на върховистите се явава на помощ четата на Никола Лефтеров, която напада Чернопеев в гръб. В сражението има убити и ранени и от двете страни.
Участва в Балканската война в 1912 година като командир на Втора дружина на 45-и пехотен полк.
В 1914 година е уволнен формално от военна служба и тайно е възстановен. През август 1914 година е назначен за втори секретар в Българското консулство в Солун, където ръководи българското военното разунаване. Въпреки противодействието на гръцките служби, а от есента на 1915 година – и на службите на Съглашенските държави, успява да създаде агентурна мрежа, в която привлича италианци, турци, евреи и българи. През декември 1915 година е арестуван заедно с останалите дипломати от държавите от Централните сили, а месец по-късно е освободен от френските власти на френско-швейцарската граница. По негова молба е изпратен на фронта, където е командир на 3-та дружина на 21-ви пехотен средногорски полк.
Загива на 16 ноември 1916 година при атаката на връх Еровете при Грунища, Битолско. Негов личен архивен фонд се съхранява в Държавна агенция „Архиви“.
По време на военната си кариера Константин Настев служи в 12-и резервен полк и 2-ри пехотен искърски полк.

## Военни звания
- Подпоручик (1902)
- Поручик (1905)
- Капитан (1909)